# 일렉트릭 뮤즈
일렉트릭 뮤즈(Electric Muse)는 대한민국의 음반사이다.

## 소속 음악인
- 강아솔
- 김목인
- 김태춘
- 드린지오
- 빅베이비드라이버
- 빅포니
- 빛과소음
- 선결
- 세이수미
- 아톰북
- 이아립
- 이호석
- 텔레플라이
- 투스토리
- 해마군단 (구 굴소년단)
- 플라스틱피플
- 빌리카터
- 드링킹소년소녀합창단
- 다정

### 이전 소속 음악인
- 비둘기우유
- 오르겔탄츠
- 스타리 아이드
- 홍갑